# Східний фронт (Громадянська війна в Росії)

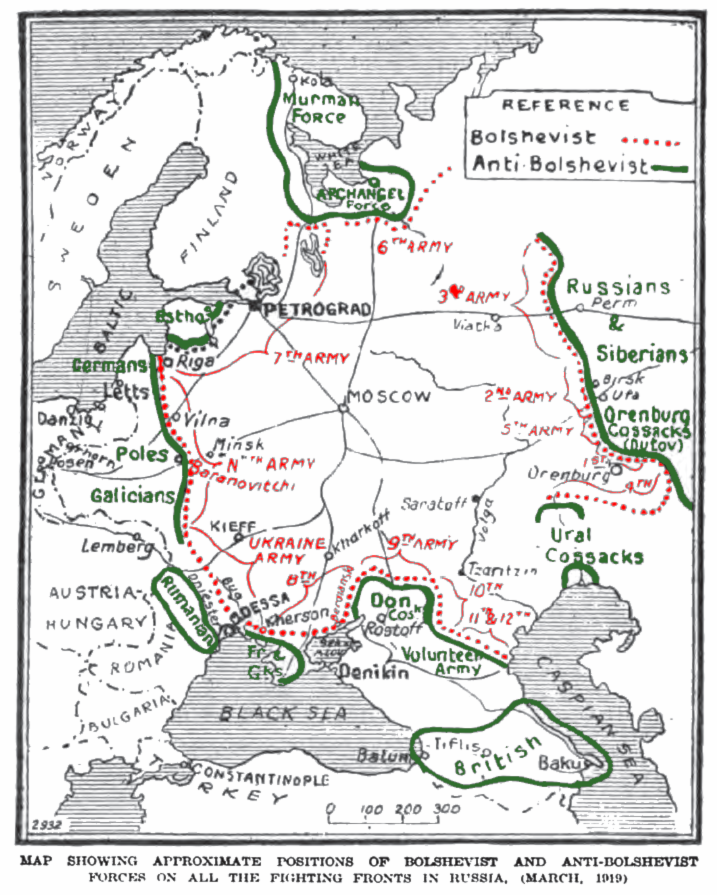
Території під контролем «білої» і «червоної» армій в березні 1919.

Схі́дний фронт (Громадянська війна в Росії) — оперативно-стратегічне об'єднання (фронт) Червоної армії на сході Радянської Росії в ході Громадянської війни.

## Історія створення
Необхідність створення Східного фронту виникла у наслідок повстання Чехословацького корпусу у травні 1918 року та антибільшовицьких виступів на Поволжі, Уралі, в Сибіру та на Далекому Сході Росії. У зайнятій чехословацькими легіонерами Самарі, 8 червня був створений перший антибільшовицький уряд — Комітет Членів Установчих Зборів. З огляду на це, а також на загрозу подальшого поширення повстання, 13 червня 1918 року було створено Східний фронт Робітничо-Селянської Червоної Армії. Командувачем фронту було призначено Муравйова М. А.

## Військові операції
Армії Східного фронту РСЧА брали участь у бойових діях на Середньому Поволжі, Прикам'ї та на Уралі проти Чехословацького корпусу, Народної армії Комітету Членів Установчих Зборів та Сибірської армії, а пізніше, з вересня 1918 р., і з військами Східного фронту Білої армії адмірала Колчака. Навесні 1919 року силами фронту був проведений успішний контрнаступ, який дозволив зайняли передгір'я Уралу, а згодом і весь Сибір.

## Командувачі
- Муравйов М. А. (13 червня — 10 липня 1918, підняв заколот)
- Вацетіс І. І. (11 липня — 28 вересня 1918)
- Каменєв С. С. (28 вересня 1918 — 5 травня 1919, 29 травня — 7 липня 1919)
- Самойло О. О. (травень 1919)
- Лебедєв П. П. (липень 1919)
- Фрунзе М. В. (19 липня — 15 серпня 1919)
- Ольдерогге В. О. (15 серпня 1919 — 15 січня 1920)

## Склад військ фронту
- 1-а армія, 10 дивізій, сформована вдруге директивою командування Східного фронту від 19 червня 1918 р. Входила до складу Східного фронту РСЧА. Діяла на Сизрансько-Симбірському напрямку проти чехословацьких та білогвардійських військ, а 15 серпня 1919 р у складі Туркестанського фронту.

- 2-а армія, 6 дивізій, вдруге сформована в червні 1918 року на базі загонів Оренбурзької та Уфимської груп. Входила до составу Східного фронту. Розформована 16 червня 1919 року, а керівництво армії переведено на Південний фронт РСЧА[1].

- 3-я армія у складі 13 дивізій вдруге створена директивою командування Східного фронту від 20 червня 1918 р. на базі військ т.з. Північно-Урало-Сибірського фронту, що діяв у районі Пермі та Єкатеринбургу проти частин чехословацького корпусу та білогвардійських військ.

- 4-а армія, 13 дивізій, другого формування, була створена 20 червня 1918 р. згідно з наказом РВР Східного фронту. З 5 березня по 14 серпня 1919 року входила у склад Східного фронту РСЧА. Діяла у Заволжі З 15 серпня 1919 р. переведена до складу Туркестанського фронту.

- 5-а армія, 20 дивізій, третього формування створена директивою командування Східного фронту від 16 серпня 1918 р. з військ Казанської групи. Входила до складу Східного фронту (11 квітня — 11 травня 1919 р. у складі Південної групи армій Східного фронту). У 1921 році брала участь у вторгненні до Монголії.

- Туркестанська армія, 5 дивізій, створена 5 березня 1919 директивою командування Східного фронту, на базі Оренбурзької стрілецької та 3-ї Туркестанської кавалерійської дивізій. Входила до складу Південної групи армій Східного фронту. Діяла в районі Оренбургу проти козачих формувань Білого війська, а з квітня 1919 брала участь у контрнаступі Східного фронту РСЧА. 15 червня 1919 року розформована[2].